# Пелешацкий мост
Пелешацкий мост (хорв. Pelješki most) — вантовый мост в Хорватии над адриатическим заливом Мали Стон, который соединяет полуостров Пелешац в регионе Дубровник-Неретва с основной частью страны в обход территории Боснии и Герцеговины. Строительство началось 30 июля 2018 года и  завершилось 26 июля 2022 года открытием моста для движения.

## История проекта
Целью строительства моста являлось достижение территориальной непрерывности Хорватии путем соединения южного эксклава, включающего большую часть Дубровачко-Неретванска, с остальной частью материковой части Хорватии. Мост проходит через Пелешацкий канал между Комарной на севере материка и полуостровом Пелешац, полностью проходя через территорию Хорватии и обходя любые пограничные переходы с соседней Боснией и Герцеговиной в Неуме.
Мост возводила китайская дорожная компания China Road and Bridge Corporation (CRBC). Проект оценивается в 420 млн евро, 85 % затрат взял на себя Евросоюз.
28 июля 2021 года состоялась установка последнего соединения опор моста.

## Параметры моста
- Длина моста — 2 404 м
- Вес моста — 33 700 т
- Схема моста: 84 + 2×108 + 189,5 + 5×285 + 189,5 + 2×108 + 84 м
- Ширина моста — 22,5 м
- Общая ширина проезжей части — 7 м
- Число полос движения — 2
- Количество пилонов — 6
- Высота пилонов — 100 м
- Подмостовой габарит — 55 м